# Чжучжоу
Чжучжо́у (кит. упр. 株洲, пиньинь Zhūzhōu) — городской округ в провинции Хунань КНР. Находится к юго-востоку от столицы провинции Чанша за рекой Сянцзян. Входит в конгломерат «Золотой Треугольник Чанчжутань» (в имени объединены названия Чанша, Чжучжоу, Сянтань). 

## География
Городской округ расположен в зоне субтропиков с муссонами, богатство почв органическими и минеральными ресурсами позволяют собирать самые высокие урожаи в провинции Хунань.

## История
В начале эпохи Троецарствия Сунь Цюань создал в 214 году уезд Цзяньнин (建宁县). Восточнее его находился уезд Лилин (醴陵县), южнее — уезды Жулин (容陵县), который в 215 году был переименован в Иньшань (阴山县), и Юсянь, ещё южнее лежал уезд Чалин.
В эпоху Южных и Северных династий, когда эти места находились в составе империи Чэнь, уезд Юсянь был переименован в Юшуй (攸水县).
После объединения китайских земель в составе империи Суй уезды Юшуй, Иньшань, Цзяньнин и Чалин были объединены в уезд Сянтань (湘潭县). После смены империи Суй на империю Тан уезд Сянтань был в 621 году расформирован, были воссозданы уезды Иньшань, Цзяньнин и Чалин, а вместо уезда Юшуй были созданы уезды Аньлэ (安乐县) и Синьсин (新兴县); эти пять уездов вошли в состав области Наньюнь (南云州). В 627 году область Наньюнь была расформирована, а эти пять уездов были объединены в уезд, вновь получивший название «Юсянь», часть земель бывшего уезда Цзяньнин вошла при этом в состав расположенного западнее уезда, получившего название «Сянтань». В 698 году из уезда Юсянь был вновь выделен уезд Чалин.
Во времена империи Сун в 1211 году из уезда Чалин был выделен уезд Линсянь (酃县).
После монгольского завоевания и образования империи Юань уезды Сянтань, Лилин, Юсянь и Чалин были подняты в статусе, став областями, но после свержения власти монголов и образования империи Мин Сянтаньская, Лилинская и Ючжоуская область были вновь понижены в статусе до уездов.
В 1908 году был образован Чжучжоуский комиссариат (株洲厅) уезда Сянтань.
После Синьхайской революции в Китае была проведена реформа структуры административного деления, поэтому в 1913 году Чжучжоуский комиссариат был расформирован, а Чалинская область стала уездом Чалин.
В 1934 году в составе уезда Сянтань был создан посёлок Чжучжоу (株洲镇). В 1947 году он был объединён с двумя соседними волостями в Чжучжоускую волость (株洲乡).
В 1949 году был образован Специальный район Чанша (长沙专区), состоящий из 8 уездов (в том числе уездов Сянтань и Лилин), власти которого разместились в уезде Сянтань; уезды Юсянь, Чалин и Линсянь вошли в состав Специального района Хэнъян (衡阳专区). В 1950 году в составе уезда Сянтань был опять образован посёлок Чжучжоу, а в 1951 году он был выделен из уезда Сянтань в отдельный город Чжучжоу (株洲市), подчинённый властям Специального района Чанша. В 1952 году Специальный район Чанша был переименован в Специальный район Сянтань (湘潭专区), а Специальный район Хэнъян был расформирован, и его административные единицы перешли в состав новой структуры — Сяннаньского административного района (湘南行政区). В 1953 году Чжучжоу был выведен из состава Специального района Сянтань, став городом провинциального подчинения.
В 1954 году Сяннаньский административный район был расформирован, уезды Чалин и Юсянь перешли в состав Специального района Сянтань, уезд Линсянь — в состав Специального района Чэньсянь (郴县专区). В 1959 году уезд Линсянь был присоединён к уезду Чалин, но в 1961 году был воссоздан, оставшись при этом в составе Специального района Сянтань.
В 1965 году из города Чжучжоу был выделен уезд Чжучжоу (株洲县), подчинённый городским властям. В 1966 году был создан Пригородный район Чжучжоу.
В 1970 году Специальный район Сянтань был переименован в Округ Сянтань (湘潭地区), а город Чжучжоу был разделён на Северный, Южный и Восточный районы.
Постановлением Госсовета КНР от 8 февраля 1983 года был расформирован округ Сянтань, а ранее входившие в его состав уезды Лилин, Юсянь, Чалин и Линсянь были объединены с административными единицами города Чжучжоу в городской округ Чжучжоу; также в его состав перешёл уезд Аньжэнь из состава округа Чэньчжоу (郴州地区), но уже 13 июля он был возвращён обратно.
Постановлением Госсовета КНР от 24 мая 1985 года уезд Лилин был преобразован в городской уезд.
В 1994 году уезд Линсянь был переименован в Яньлин.
Постановлением Госсовета КНР от 31 мая 1997 года было упразднено старое деление Чжучжоу на районы, а вместо расформированных Северного, Южного, Восточного и Пригородного районов были созданы районы Хэтан, Шифэн, Лусун и Тяньюань.
Постановлением Госсовета КНР от 19 июня 2018 года был расформирован уезд Чжучжоу, а вместо него был создан район городского подчинения Лукоу.

## Административно-территориальное деление
Городской округ Чжучжоу делится на 5 районов, 1 городской уезд, 3 уезда:
| Карта                                                             | Статус   | Название | Иероглифы    | Пиньинь | Население (2010) | Площадь (км²) |
| ----------------------------------------------------------------- | -------- | -------- | ------------ | ------- | ---------------- | ------------- |
| ① Лусун ② Тяньюань Лукоу Юсянь Чалин Яньлин Лилин ① Хэтан ② Шифэн |          |          |              |         |                  |               |
| Район                                                             | Хэтан    | 荷塘区   | Hétáng qū    |         |                  |               |
| Район                                                             | Лусун    | 芦淞区   | Lúsōng qū    |         |                  |               |
| Район                                                             | Шифэн    | 石峰区   | Shífēng qū   |         |                  |               |
| Район                                                             | Тяньюань | 天元区   | Tiānyuán qū  |         |                  |               |
| Район                                                             | Лукоу    | 渌口区   | Lùkǒu qū     |         |                  |               |
| Городской уезд                                                    | Лилин    | 醴陵市   | Lǐlíng shì   |         |                  |               |
| Уезд                                                              | Юсянь    | 攸县     | Yōu xiàn     |         |                  |               |
| Уезд                                                              | Чалин    | 茶陵县   | Chálíng xiàn |         |                  |               |
| Уезд                                                              | Яньлин   | 炎陵县   | Yánlíng xiàn |         |                  |               |

## Экономика

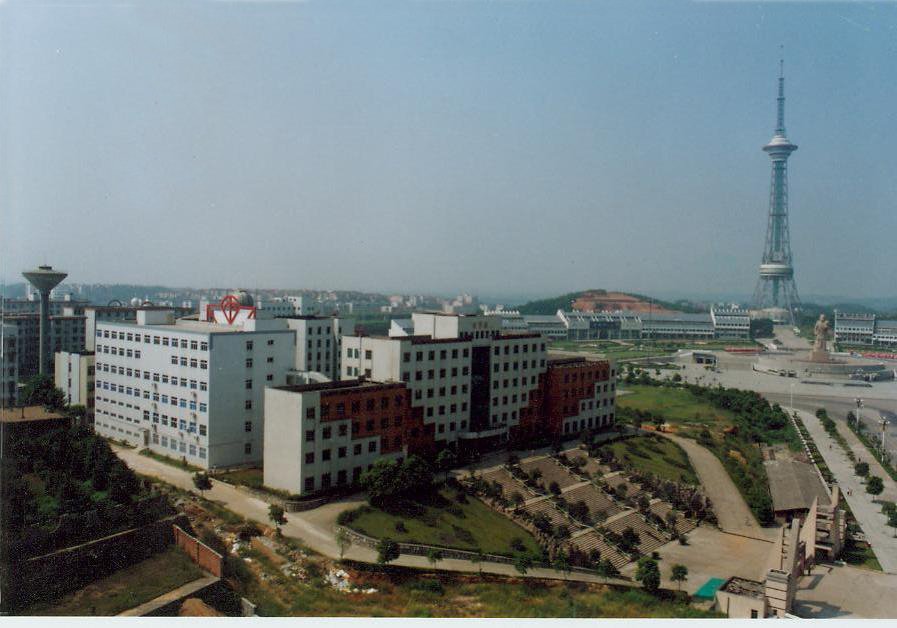
Городская телевышка

В Чжучжоу развиты предприятия машиностроения (электровозостроительный завод CRRC Zhuzhou Locomotive, завод туристических поездов Zhuzhou CRRC Special Equipment Technology, завод ветрогенераторов CRRC Zhuzhou Electric), металлургии, стройматериалов, химической, фармацевтической и пищевой промышленности. Чжучжоуский проектно-исследовательский институт каучука является крупнейшим в Китае производителем и экспортёром метеорологических воздушных шаров. 
В Зоне высоких технологий, которая занимает 35 км² у реки Сянцзян, расположены филиалы многочисленных зарубежных компаний, в том числе Siemens и Yamaha.
Рынок «Лусун» объединяет 38 торговых площадок, которые специализируются на продаже одежды, украшений, обуви и головных уборов. На рынке занято более 200 тыс. работников.

## Транспорт
Чжучжоу — важный железнодорожный узел, через городской округ ежедневно проходит 110 поездов и 30 тыс. пассажиров. Чжучжоу соединяет север страны с южными провинциями.

## Города-побратимы
- Навои, Узбекистан (1996)
- Фредрикстад, Норвегия (1999)
- Нячанг, Вьетнам (2001)
- Питермарицбург, ЮАР (2002)
- Пхочхон, Республика Корея (2009)